# Eucromatina
A eucromatina é uma forma levemente compactada de cromatina (DNA, RNA e proteína) que é enriquecida em genes e está frequentemente (mas nem sempre) sob transcrição ativa. A eucromatina contrasta com a heterocromatina, que é compactada e menos acessível para transcrição. 92% do genoma humano é eucromático.
Em eucariotos, a eucromatina compreende a porção mais ativa do genoma dentro do núcleo celular. Em procariontes, a eucromatina é a única forma de cromatina presente; isso indica que a estrutura da heterocromatina evoluiu mais tarde junto com o núcleo, possivelmente como um mecanismo para lidar com o aumento do tamanho do genoma.

## Estrutura
A eucromatina é composta de subunidades repetidas conhecidas como nucleossomos, que lembram um conjunto de contas desdobradas em uma corda, com aproximadamente onze nanômetros de diâmetro. No centro desses nucleossomos estão um conjunto de quatro pares de proteínas histonas: H3, H4, H2A e H2B. Cada proteína histona central possui uma estrutura de 'cauda', que pode variar de várias maneiras; acredita-se que essas variações atuam como "chaves de controle mestre" através de diferentes estados de metilação e acetilação, que determinam o arranjo geral da cromatina. Aproximadamente 147 pares de bases de DNA são enrolados em torno dos octâmeros de histonas, ou um pouco menos de duas voltas da hélice. Nucleossomos ao longo da fita são ligados entre si através da histona H1 e um pequeno espaço de DNA ligante aberto, variando de cerca de 0-80 pares de bases. A principal distinção entre a estrutura da eucromatina e da heterocromatina é que os nucleossomos na eucromatina são muito mais espaçados, o que permite o acesso mais fácil de diferentes complexos de proteínas à fita de DNA e, portanto, aumenta a transcrição gênica.